# 2010年3月3日巴古拜爆炸事件
2010年3月3日巴古拜爆炸事件是2010年3月3日发生在伊拉克巴古拜的3颗炸弹连环爆炸事件，目前为止已造成至少33人死亡，55人受伤。巴古拜是一座什叶派和逊尼派共同居住的城市，是迪亚拉省的首府，离巴格达大约40英里（64千米）。
爆炸发生在2010年3月7日将举行的议会选举的筹备阶段。 当地时间上午9:45，第一枚汽车炸弹在该城西区的一警察局门口被引爆；过了一会儿，距离第一次爆炸现场约100码（91米）的迪亚拉省政府大楼装置好的一枚汽车炸弹也被引爆；后来，一名自杀式袭击者在一医院引爆炸弹，并炸伤一名警察，被救护车送往另一医院接受治疗。第四枚炸弹在医院附近被发现并及时拆除。
爆炸发生后，巴古拜市进行了全面宵禁，甚至禁止行人上街。爆炸中的死者包括10名警察和迪亚拉省卫生部门负责人阿里·提米米。
爆炸肇事者尚未查明，但伊拉克基地组织之前承诺要破坏在3月7日举行的选举。尽管如此，选举的早期投票已按计划在3月4日上午已经举行。

## 国际反映
美国 - 五角大楼发言人杰夫·莫雷尔说：“这种行为是可耻的，这是令人遗憾的。我们强烈谴责这种行为，这种攻击，并没有破坏将要举行的议会选举，也没有动摇政府的决心，我们相信伊拉克政府始终会取得成功的。”